# Carl XVI Gustafs beskyddarskap
Carl XVI Gustafs beskyddarskap är en svensk kunglig hedersbetygelse som kan tilldelas olika organisationer. Sveriges kung Carl XVI Gustaf har tilldelat ett 60-tal organisationer sitt ständiga beskyddarskap.